# 32524 Roberthowie
32524 Roberthowie este o planetă minoră (asteroid), cu un diametru de 8,918 km, din centura de asteroizi. A fost descoperită pe 20 iulie 2001 la Stația Anderson Mesa de Lowell Observatory Near-Earth-Object Search. 
Obiectul prezintă o orbită caracterizată de o semiaxă mare de 3,1911479 UAi, o excentricitate de 0,17, o înclinație de 3,45644 ° în raport cu ecliptica.